# Калішевський Яків Степанович
Які́в Степа́нович Каліше́вський (* 8 (21) жовтня 1856, Чигирин — † 9 листопада 1923, Київ) — український хоровий диригент.

## Життєпис
З дев'яти років навчався в Черкаській духовній школі, де був призначений субрегентом шкільного хору. Закінчив Києво-Подільське духовне училище, в часі навчання був солістом хору Київської духовної академії.

Яків Калішевський та хористи

Потрапив до Лаврського хору на Ближніх печерах, у 1871—1872 роках працював тут регентом.
У 1873—1874 роках організував хор службовців типографії С. В. Кульженка.
Був у складі оперної трупи, потім — у Харкові в італійській трупі.
Наприкінці 1870-х років повернувся до Києва, співав у російській опері — за антрепризи Й. Сетова.
Організовує театральний хор у Н. Савіна, яким керував у 1878—1879.
1882 року засновує хор — до складу входили працівники фото-ліно-типографії Г. Корчак-Новицького.
З 1883 по 1920 рік в Києві керував церковним хором.
11 жовтня 1884 року на київській прем'єрі «Євгенія Онєгіна» виконував партію Тріке.
На прохання генерал-губернатора Олександра Дрентельна Калішевський кілька років працював із сулимівським хором — виступав перед імператором Олександром III 1885 року. Успіх виступу сприяє на творчому шляху — 1886 року митрополит Платон запросив його очолити митрополичий хор Собору св. Софії.
1890 року отримує запрошення від генерал-губернатора Олексія Ігнатьєва на Волинь — «для исправления и управления» архієрейським хором при закладці собору в місті Рівне у присутності імператора Олександра III.
27 жовтня 1893 року Калішевському випала сумна місія — відспівувати в Києві Чайковського в Панахидах — у київському музичному училищі, та в церкві Університету св. Володимира.
Його вихованці мали настільки добру школу, що Олександр Кошиць у своїх «Спогадах» зазначав, що 1898 року, комплектуючи хор малих півчих Київської духовної академії, був втягнений у «полювання» за співаками, навченими Калішевським.
В червні 1919 разом з Яковом Яциневичем очолював новостворену хорову капелу ім. М. Лисенка, комісаром капели був Микола Леонтович.
1920 року в часі боїв за Київ один з артилерійських обстрілів став для Калішевського трагічним — він був поранений в ногу, її довелося ампутувати. Однак продовжує керувати хором малої Софії.
Помер в страшенних нестатках та на самоті.

## З творчого доробку
Автор пісень та обробок для хору. Як співака його артистичний репертуар налічував більше півсотні ролей в італійських і російських операх та оперетах —
- як тенора — Тріке з «Євгенія Онєгіна» П.Чайковського,
- Лорд Артур — з «Лючії ді Ламмермур» Г. Доніцетті,
- як баритон — Сват з «Русалки» О. Даргомижського,
- як бас — Князь Гудал з «Демона» А. Рубінштейна.